# Lournand
Lournand település Franciaországban, Saône-et-Loire megyében. Lakosainak száma 319 fő (2022. január 1.). Lournand Cortambert, Cluny, Flagy, Massilly és La Vineuse sur Fregande községekkel határos.

## Népesség
A település népességének változása:
| Lakosok száma | 318  | 328  | 340  | 331  | 328  | 328  | 324  | 322  | 319  |
|               | 2013 | 2015 | 2016 | 2017 | 2018 | 2019 | 2020 | 2021 | 2022 |